# HD 70652
HD 70652，又名BD-07 2452，SAO 135840、HR 3288，是一颗恒星，视星等为5.96，位于銀經230.69，銀緯16.44，其B1900.0坐标为赤經8h 18m 0.9s，赤緯-7° 16.44′ 23″。